# Boophis albipunctatus
Boophis albipunctatus är en groddjursart som beskrevs av Frank Glaw och Burkhard Thiesmeier 1993. Boophis albipunctatus ingår i släktet Boophis och familjen Mantellidae. IUCN kategoriserar arten globalt som livskraftig. Inga underarter finns listade.